# 三立製作
三立製作株式会社（さんりつせいさく）は、兵庫県姫路市飾東町大釜新に本社を置く、ヘルメットの製造・販売をおこなう企業である。1957年（昭和32年）創業。

## 会社概要
「クラウン印」ブランドの自動二輪車および自転車乗車の際にかぶる、ヘルメットのメーカーとして、その名を知られる。日本が本格的なモータライゼーション到来前の時期に創業したこともあり、ヘルメットメーカーとしての実績は古参に位置する。
近年は日本において、自動二輪市場が衰退の一途を辿っていることもあり、大阪市東成区に本社を構える北川工業と同じく、主に製造しているヘルメットは、学童用の自転車向けヘルメットの製造が中心となっている。

## 周辺
- 姫路市立谷内小学校
- 姫路谷内郵便局
- 姫路警察署 八重畑駐在所
- 山陽姫路東IC
- 姫路セントラルパーク

## 交通
- 自動車
  - 山陽姫路東ICから約9分
  - 加古川北ICから約13分
  - JR西日本播但線砥堀駅から約16分